# Condylostylus kivuensis
Condylostylus kivuensis är en tvåvingeart som beskrevs av Vanschuytbroeck 1964. Condylostylus kivuensis ingår i släktet Condylostylus och familjen styltflugor.
Artens utbredningsområde är Kongo. Inga underarter finns listade i Catalogue of Life.